# Archibald Montgomery-Massingberd

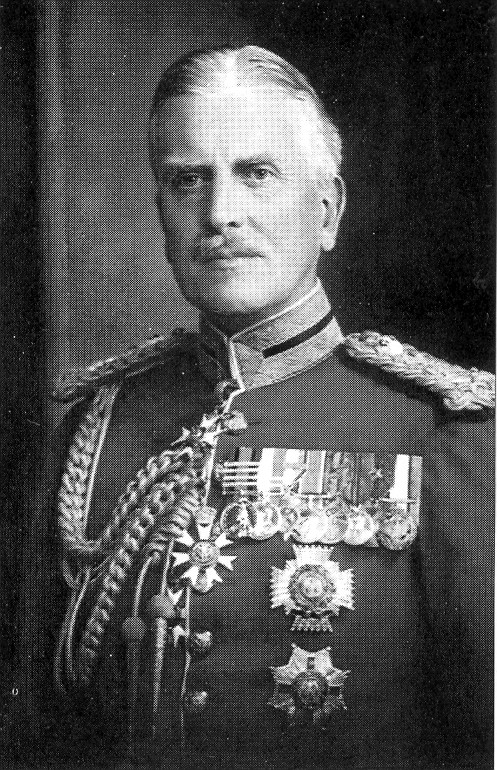
Sir Archibald Montgomery-Massingberd

Sir Archibald Armar Montgomery-Massingberd GCB, GCVO, KCMG (* 6. Dezember 1871 in Fivemiletown, County Tyrone in Nordirland; † 13. Oktober 1947 in Spilsby) war ein britischer Feldmarschall und Chef des Imperialen Generalstabs.

## Leben
Archibald Montgomery-Massingberd wurde am 6. Dezember 1871 in Fivemiletown, County Tyrone geboren und an der Charterhouse School und dem Royal Military Academy in Woolwich ausgebildet. 1891 trat er als Second Lieutenant der Royal Field Artillery in die British Army ein und kämpfte mit ihr von 1899 bis 1902 im Zweiten Burenkrieg. 1900 erfolgte seine Beförderung zum Captain. Von 1905 bis 1906 besuchte Montgomery das Staff College Camberley. Mai 1909 wurde er dem Indian Army Staff College in Quetta, Britisch-Indien zugeteilt. Bei Ausbruch des Ersten Weltkriegs diente er im Generalstab der British Expeditionary Force (BEF). Anschließend wurde er Stabschef des IV. Korps in Frankreich. Von 1916 bis 1919 war er Stabschef der 4. Armee der British Expeditionary Force.
Nach dem Krieg war Montgomery von 1920 bis 1922 stellvertretender Generalstabschef in Britisch-Indien. 1926 erfolgte seine Beförderung zum Lieutenant-General. 1928 bis 1931 war er General Officer Commanding des Southern Command. 1930 wurde er zum General befördert. 1931 bis 1933 war er Adjutant-General der Britischen Armee. 1933 bis 1936 hielt er den Posten des Chefs des Imperialen Generalstabes. Von 1934 bis 1939 amtierte er als Colonel Commandant des Royal Tank Corps. Am 7. Juni 1935 wurde er zum Field Marshal befördert; im März 1936 schied er aus dem aktiven Dienst aus.
Montgomery starb am 13. Oktober 1947 in seinem Haus in Spilsby.